# Taekkyeon
O Taekkyon (em coreano:  택견) (também conhecido com Taekgyeon, Taekyun, Taekyon, etc.) é uma arte marcial tradicional da Coreia. Tal como a capoeira, assemelha-se a uma dança. 
Esta arte marcial foi reconhecida como um  importante patrimônio cultural imaterial pela República da Coreia em junho de 1983. A UNESCO integrou-a na lista representativa do Património Cultural Imaterial da Humanidade em 2011.
O povo coreano consideram-no como "a forma original" de todas as artes marciais praticadas na Coreia.

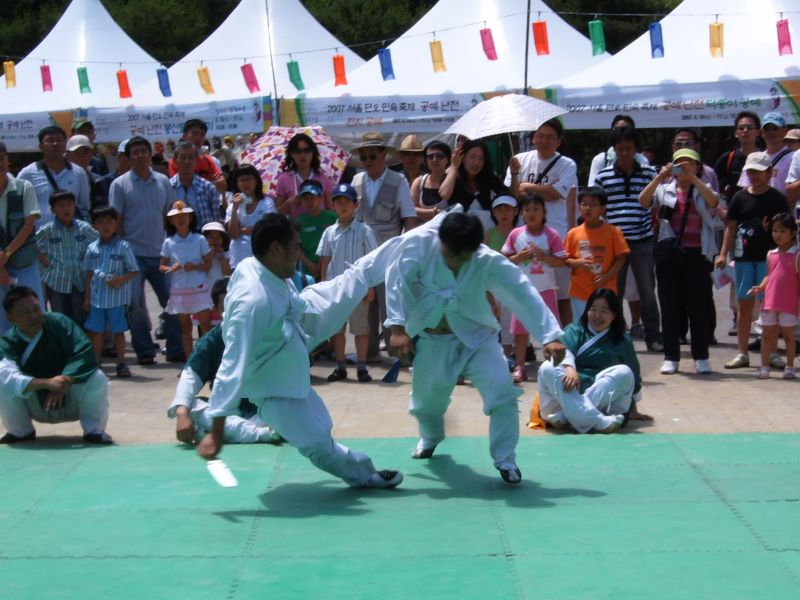
Combate Taekkyeon em Seul.